# Cratere Ajib
Ajib è un cratere sulla superficie di Encelado.